# 步云山乡
步云山乡，是中华人民共和国辽宁省大連市庄河市下辖的一个乡镇级行政单位。

## 行政区划
步云山乡下辖以下地区：
谦泰村、步云山村、温泉村、长巨村和崔店村。